# Rutgers University

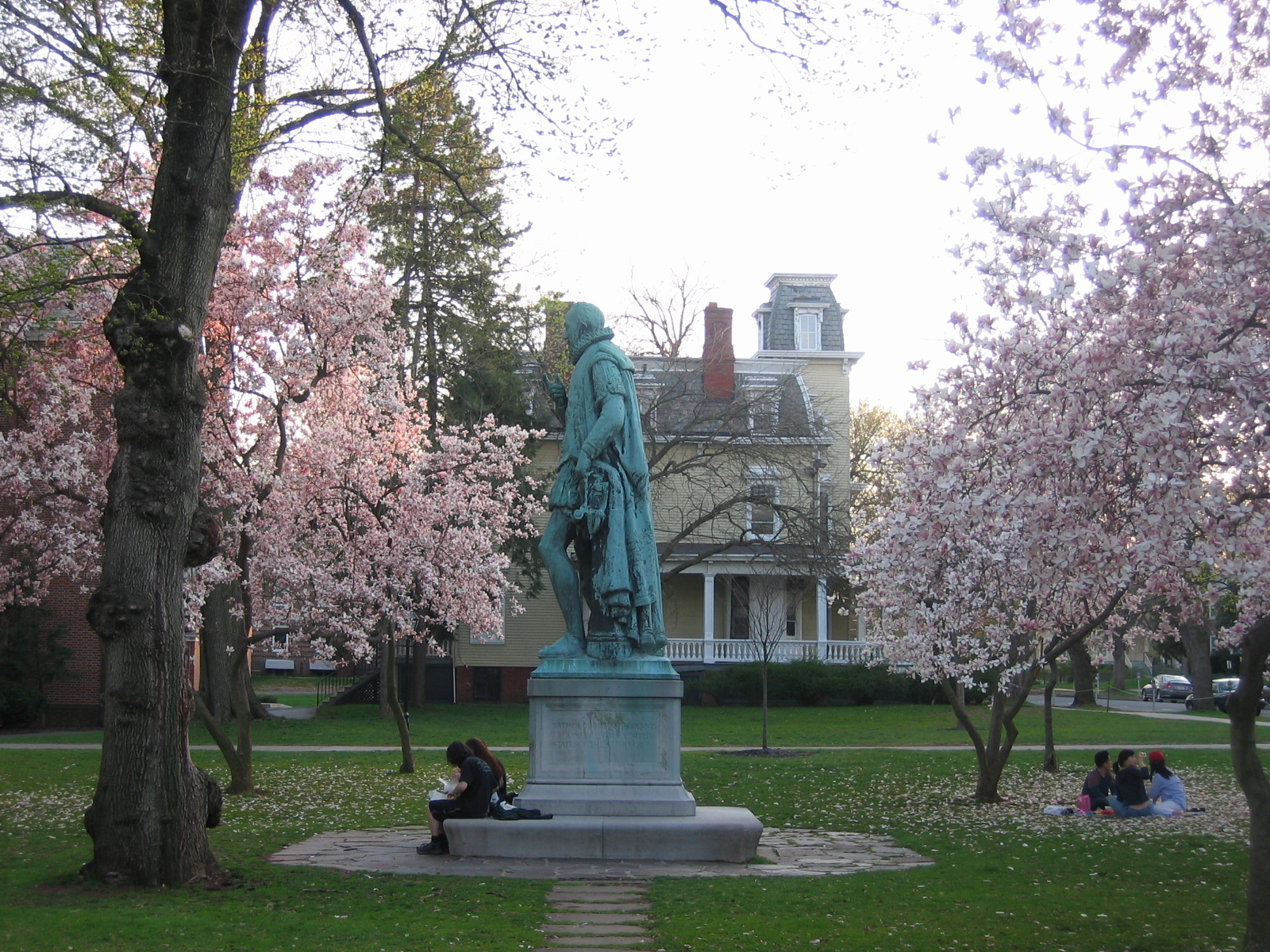
Statue von Wilhelm von Oranien auf dem Campus

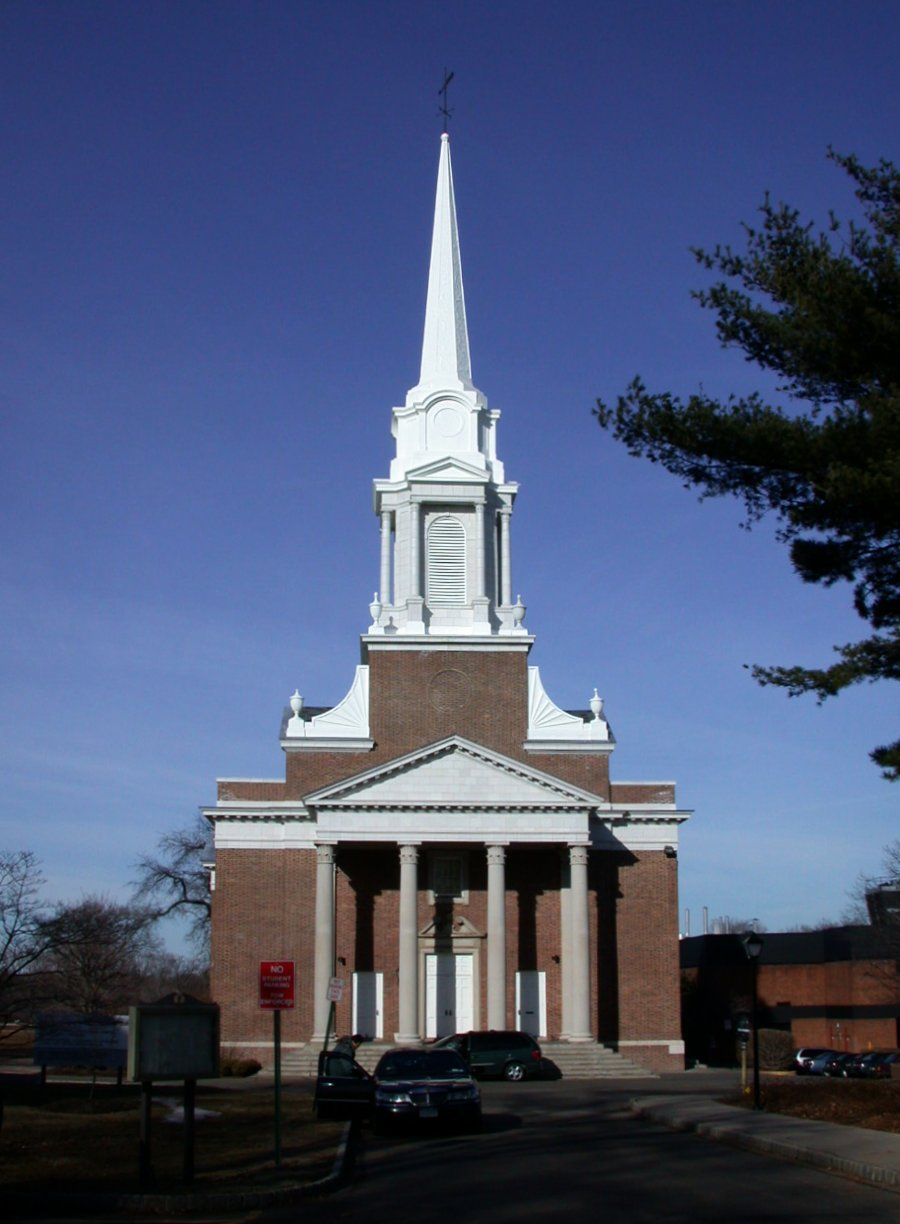
Die Voorhees Chapel

Die Rutgers University, offiziell Rutgers, The State University of New Jersey, ist die größte Hochschule im US-Bundesstaat New Jersey. Der Hauptcampus der Universität befindet sich in den Städten New Brunswick und Piscataway. Zwei kleinere Standorte liegen in Newark und in Camden. Rutgers bietet mehr als 100 Bachelor-Programme, 100 Master-Programme sowie 80 Doktoratsprogramme in 29 diplomvergebenden Schulen und Colleges, von denen 16 Graduate-Programme anbieten. Die Rutgers University gehört zu den besten staatlichen Universitäten der USA, den sogenannten Public Ivys, und ist Mitglied der Association of American Universities, einem seit 1900 bestehenden Verbund führender forschungsintensiver nordamerikanischer Universitäten. Im akademischen Jahr 2013/14 gingen 26 Fulbright-Stipendiaten auf die Rutgers University, die somit auf Rang 3 der Research Universities hinter der Harvard University und der University of Michigan lag.

## Geschichte
Die heutige Universität ging aus dem 1766 gegründeten Queen’s College hervor und ist somit die achtälteste höhere Bildungseinrichtung (vgl. den Artikel Colonial Colleges) in den Vereinigten Staaten. Ursprünglich war sie mit der niederländisch-reformierten Kirche affiliiert, ist aber heute nicht mehr religiös orientiert. 1825 erhielt sie den heutigen Namen zu Ehren ihres Mäzens Henry Rutgers, einem Helden des Unabhängigkeitskrieges. Der Hauptcampus der Universität befindet sich in den Städten New Brunswick und Piscataway. 1946 fusionierte die Rutgers mit der University of Newark, heute Newark Campus, und 1950 mit dem College of South Jersey und der South Jersey Law School, heute Camden Campus. Durch Verwaltungsakte von 1945 und 1956 wurde Rutgers zur State University of New Jersey erklärt.

## Organisatorische Gliederung
New Brunswick / Piscataway Campus
- Angewandte und Berufspsychologie
- Ingenieurwissenschaften
- Kommunikations-, Informations- und Bibliothekswissenschaften
- Künste (Mason Gross School of the Arts)
- Künste und Wissenschaften
  - Douglass College
  - Livingston College
  - Rutgers College
  - University College – New Brunswick
- Management und Arbeitsbeziehungen
- Pädagogik
- Pharmazie (Ernest Mario School of Pharmacy)
- Pflege
- Planung und Öffentliche Richtlinien (Edward J. Bloustein School of Planning and Public Policy)
- Sozialarbeit
- Umwelt und Biologie
- Wirtschaftswissenschaften (Rutgers Business School – New Brunswick)
- Graduate School – New Brunswick

Camden Campus
- Künste und Wissenschaften
- Rechtswissenschaften
- Wirtschaftswissenschaften
- Graduate School – Camden
- University College – Camden

Newark Campus
- Künste und Wissenschaften
- Kriminaljustiz
- Öffentliche Angelegenheiten und Verwaltung
- Pflege
- Rechtswissenschaften
- Wirtschaftswissenschaften (Rutgers Business School – Newark)
- Graduate School – Newark
- University College – Newark

## Zahlen zu den Studierenden
Im Herbst 2021 gab die Universität an, dass von den über 66.000 Studenten 54 % Frauen und 46 % Männer waren und dass die Zahl der ehemaligen Studenten (Alumni) 530.000 übersteige. Im Herbst 2020 waren an der Universität 50.411 Personen in New Brunswick eingeschrieben, 13.231 in Newark und 7.076 in Camden. Damit waren es insgesamt 70.718 Studierende. 35.844 der Studierenden in New Brunswick (71,1 %) strebten 2020 ihren ersten Studienabschluss an (in der Regel einen Bachelor), sie waren also undergraduates. In Newark waren 9.118 (68,9 %) und in Camden 5.502 (77,8 %) der Studierenden undergraduates.

## Sport

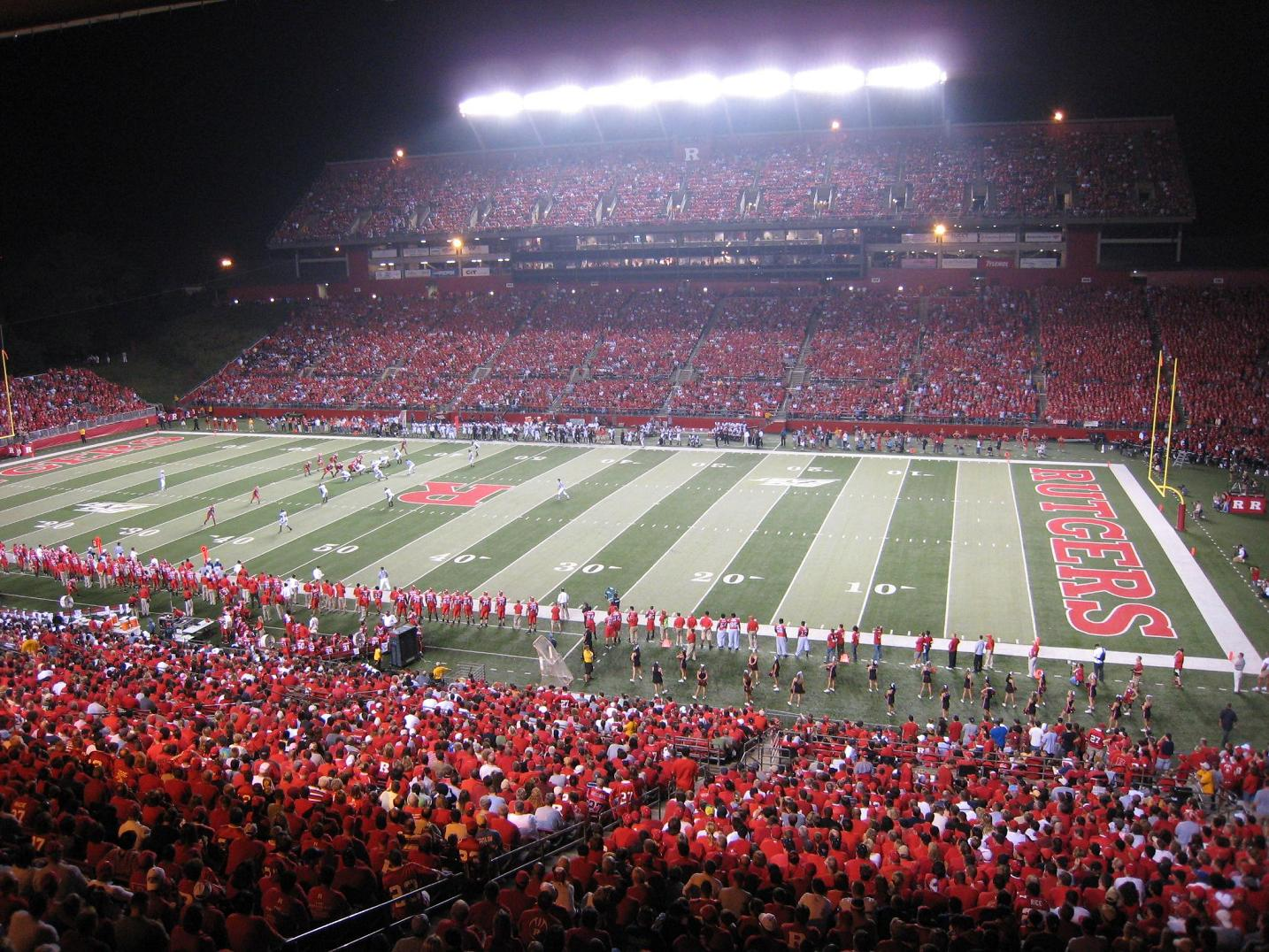
Die Scarlet Knights gegen die Cincinnati Bearcats vor 43.768 Zuschauern

Die Sportteams der Rutgers University sind die Scarlet Knights. Die Hochschule ist Mitglied in der Big Ten Conference seit 1. Juli 2014.

## Besondere Forschungsergebnisse
Die Suchmaschine Teoma wurde dort entwickelt.

## Bekannte Professoren
- Ruth Adams (1914–2004), Professorin für Englisch und Dekanin des Douglass College
- Clayton P. Alderfer (1940–2015), Psychologe
- John H. Dunning (1927–2009), britischer Ökonom
- Jerry Fodor (1935–2017), Philosoph und Kognitionswissenschaftler
- Gary L. Francione (* 1954), Rechtsprofessor und Tierrechtler
- Käthe Bauer-Mengelberg (1894–1968), deutsche Soziologin
- Robert Trivers (* 1943), Anthropologe und Biologie
- Endre Szemerédi (* 1940), Mathematiker, Abelpreis 2012
- Melitta Schachner (* 1943), deutsche Neurobiologin
- Lionel Tiger (* 1937), Anthropologe
- Ousseina Alidou (* 1963), Sprachwissenschaftlerin
- Gary Kuehn (* 1939), Künstler
- Helen Fisher (1945–2024), Anthropologin
- Geoffrey Hendricks, Künstler
- Allan Kaprow (1927–2006), Künstler
- Alexander J. Motyl (* 1953), Politikwissenschaftler und Historiker

## Bekannte Absolventen
- Kenny Britt (* 1988), American-Football-Spieler
- Deron Cherry (* 1959), American-Football-Spieler
- Fred Engst (* 1952), Ökonom in China
- Calista Flockhart (* 1964), Schauspielerin
- Sebastian Joseph-Day (* 1995), American-Football-Spieler
- Carli Lloyd (* 1982), Fußballspielerin
- Isiah Pacheco (* 1999), American-Football-Spieler
- Judea Pearl (* 1936), Informatiker
- Ray Rice (* 1987), American-Football-Spieler
- Paul Robeson (1898–1976), American-Football-Spieler, Schauspieler, Sänger
- Sebastian Stan (* 1982), Schauspieler
- Xavier Tillman (* 1999), Basketballspieler
- Louise A. Tilly (1922–2002), Historikerin und Hochschullehrerin